# Jan Adam Hrzán z Harasova
Jan Adam říšský hrabě Hrzán z Harasova (Johann / Hans Adam Reichsgraf Hrzan von Harasow) (1625 Červený hrádek – 23. února 1681 Červený hrádek) byl český šlechtic, politik a majitel několika panství v severních Čechách. Od mládí se v různých funkcích uplatňoval v zemských úřadech, nakonec byl nejvyšším lovčím Českého království (1665–1680). V roce 1666 získal pro svůj rod dědičný titul říšských hrabat. Na svých statcích byl iniciátorem výstavby barokního zámku Červený hrádek u Chomutova.

## Životopis

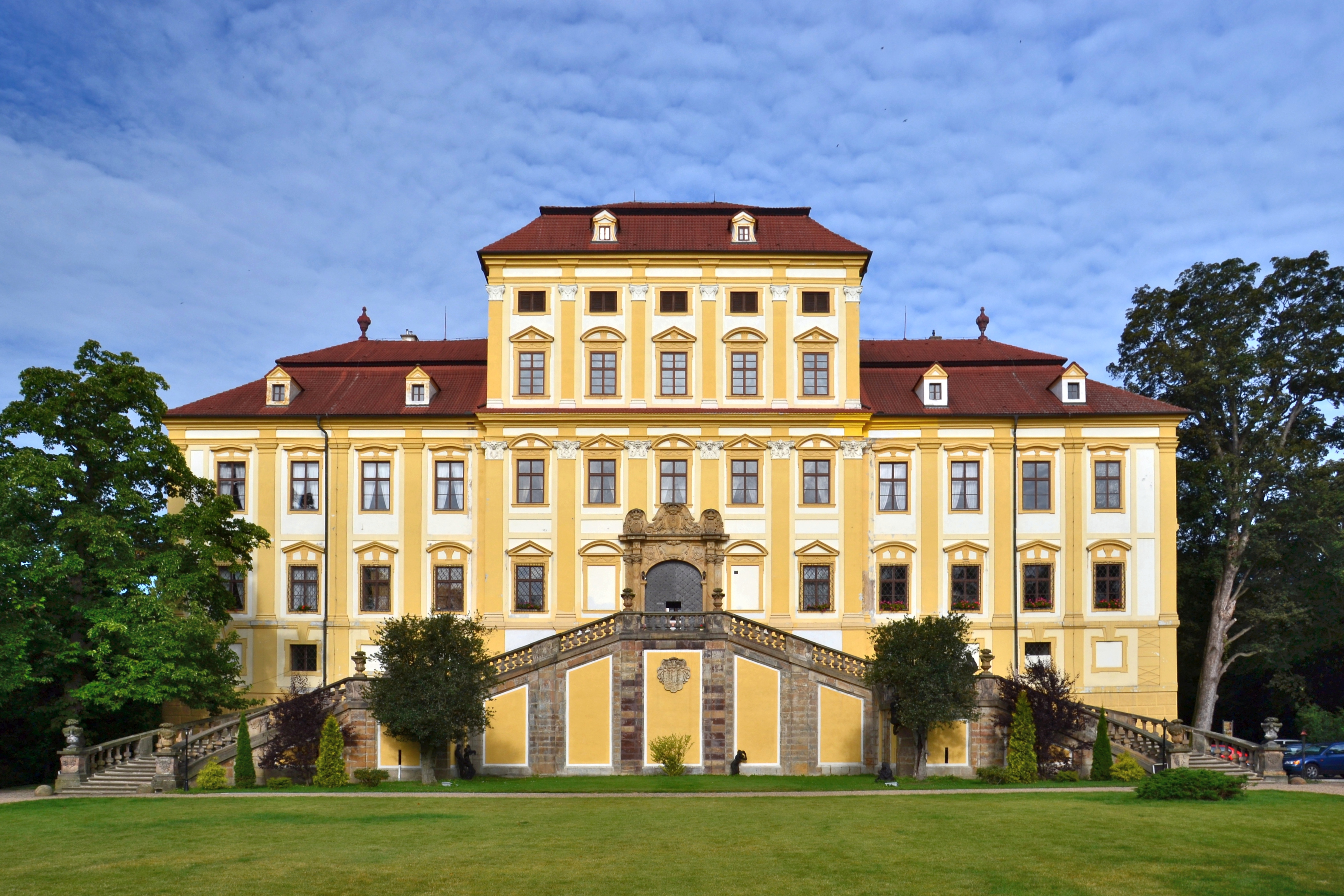
Zámek Červený hrádek, hlavní rodové sídlo

Pocházel ze šlechtického rodu Hrzánů z Harasova, byl synem Jana Adama Hrzána z Harasova († 1631) a jeho manželky Sabiny Žofie, rozené z Vřesovic, po otci byl vnukem Adama Hrzána, který pro své potomky vytvořil v předbělohorském období obrovské majetkové zázemí v různých částech Čech. Jan Adam studoval pravděpodobně na jezuitské koleji v Chomutově, poté absolvoval kavalírskou cestu. Po návratu do Čech převzal rodový majetek (1646). V roce 1651 byl jmenován císařským komorníkem, poté se stal přísedícím dvorského a komorního soudu. Uplatnil se také v zemské správě a několikrát zastával úřad hejtmana v krajích, kde vlastnil statky. Nejprve byl hejtmanem Žateckého kraje (1650–1653), pak dvakrát Litoměřického (1655, 1657) a pak znovu Žateckého (1658 a 1661–1664). Z dochované korespondence vyplývá, že s využitím příbuzenských vazeb získaných oběma sňatky usiloval delší dobu o vyšší úřad. Nakonec byl v roce 1665 jmenován nejvyšším lovčím Českého království, tento post zastával až do doby krátce před smrtí (1680). Zároveň byl císařským radou a členem sboru místodržících Českého království. Již v roce 1650 dosáhl potvrzení panského stavu a nakonec byl v roce 1666 povýšen na říšského hraběte (titul platil současně i pro České království).

## Majetek

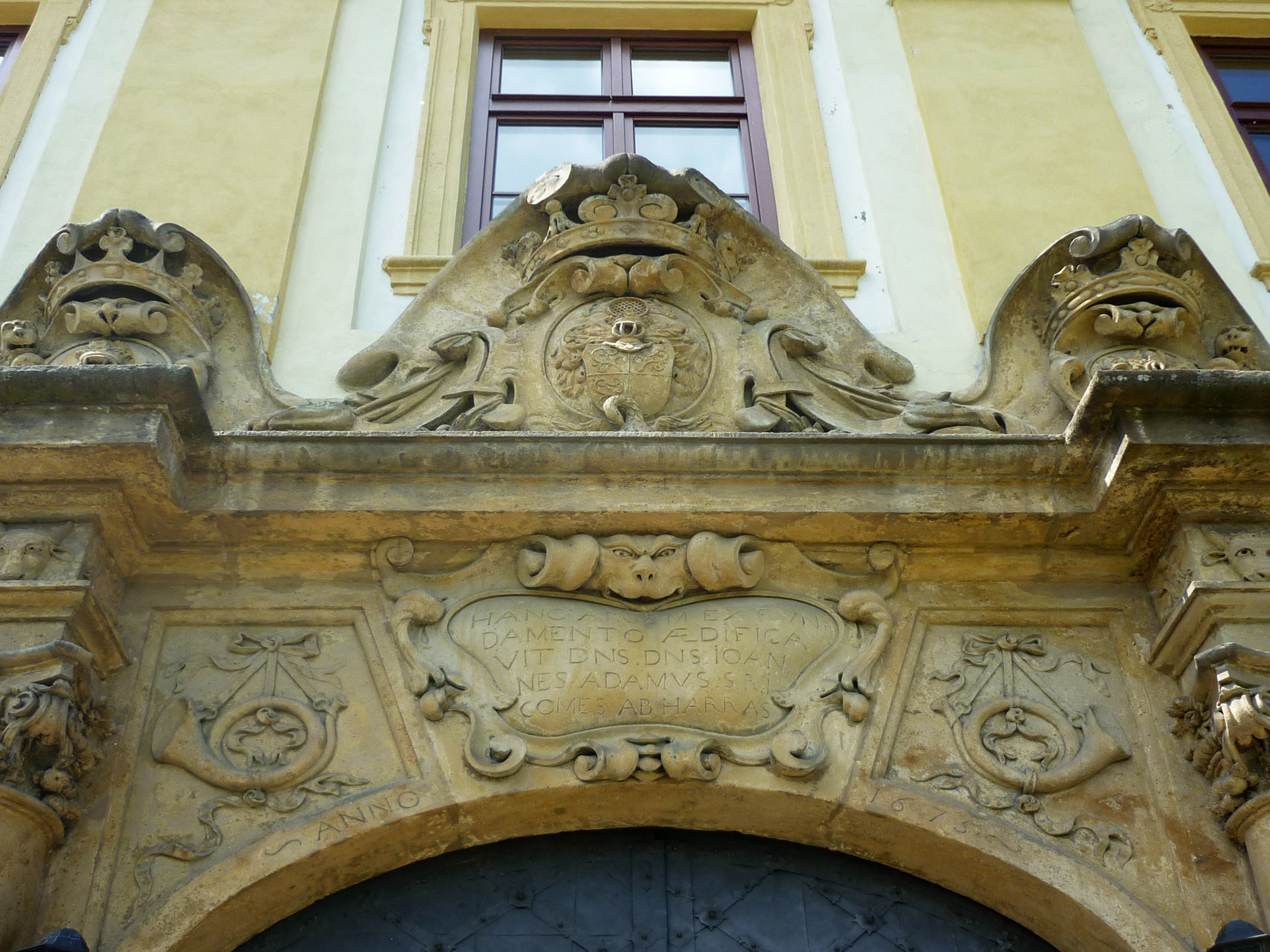
Erb Hrzánů z Harasova s nápisem o dokončení stavby zámku Červený hrádek (1675)

I když měl Jan Adam dva bratry, je zřejmé, že zemřeli v dětství, protože rodové dědictví přebíral po dosažení zletilosti sám (1646). Jednalo se o panství Červený hrádek u Chomutova a Skalka na Litoměřicku. K Červenému hrádku patřilo jedno město, dvě městečka a 21 vesnic, jednalo se o jeden z největších pozemkových celků v Žateckém kraji. K panství Skalka patřilo 17 vesnic, počtem poddaných bylo ale výrazně menší než Červený hrádek. K Červenému hrádku přikoupil Jan Adam v roce 1662 od Loubských z Lub statek Okořín s tvrzí, za který zaplatil 9 000 zlatých. Zcela mimo dosavadní sféry svých majetkových zájmů koupil v roce 1672 statek Koleč na Kladensku za 12 400 zlatých. Zdejší sídlo (tehdy ještě tvrz) mělo pravdepodobně sloužit při občasných pobytech na cestách ze severních Čech do Prahy.
Nároky na reprezentaci spojenou se společenským vzestupem se odrazily především v radikální přestavbě zámku Červený hrádek. Stavební práce byly zahájeny v roce 1655 demolicí částí starého zámku a za účasti italských umělců probíhaly s přestávkami dvacet let. Posledním významným stavebním počinem bylo vybudování zámecké kaple sv. Jana Křtitele (1672). Dokončení stavby v roce 1675 připomíná nápis nad východním portálem (HANC ARCEM EX FUNDAMENTO AEDIFICAVIT DNS. DNS. JOANNES ADAMUS S. R. I. COMES AB HARRAS ANNO 1675 – „Tento zámek byl vybudován od základu říšským hrabětem Janem Adamem z Harasova roku 1675“). Zámek byl obklopen symetrickou zahradou se sochařskou výzdobou. Jako autor přestavby zámku je často uváděn Antonio della Porta, moderní historiografie ale Portův podíl na Červeném hrádku zpochybňuje. 
Na panství Skalka byl postaven menší zámek v sousedství zřícenin hradu, toto sídlo ale nedosahovalo uměleckých kvalit Červeného hrádku. Pro pobyty v Praze užíval Jan Adam dům v Letenské ulici č.p. 119 známý později jako Windischgrätzovský palác. Tento objekt získal někdy po roce 1652 jako novostavbu.

### Manželství a potomstvo

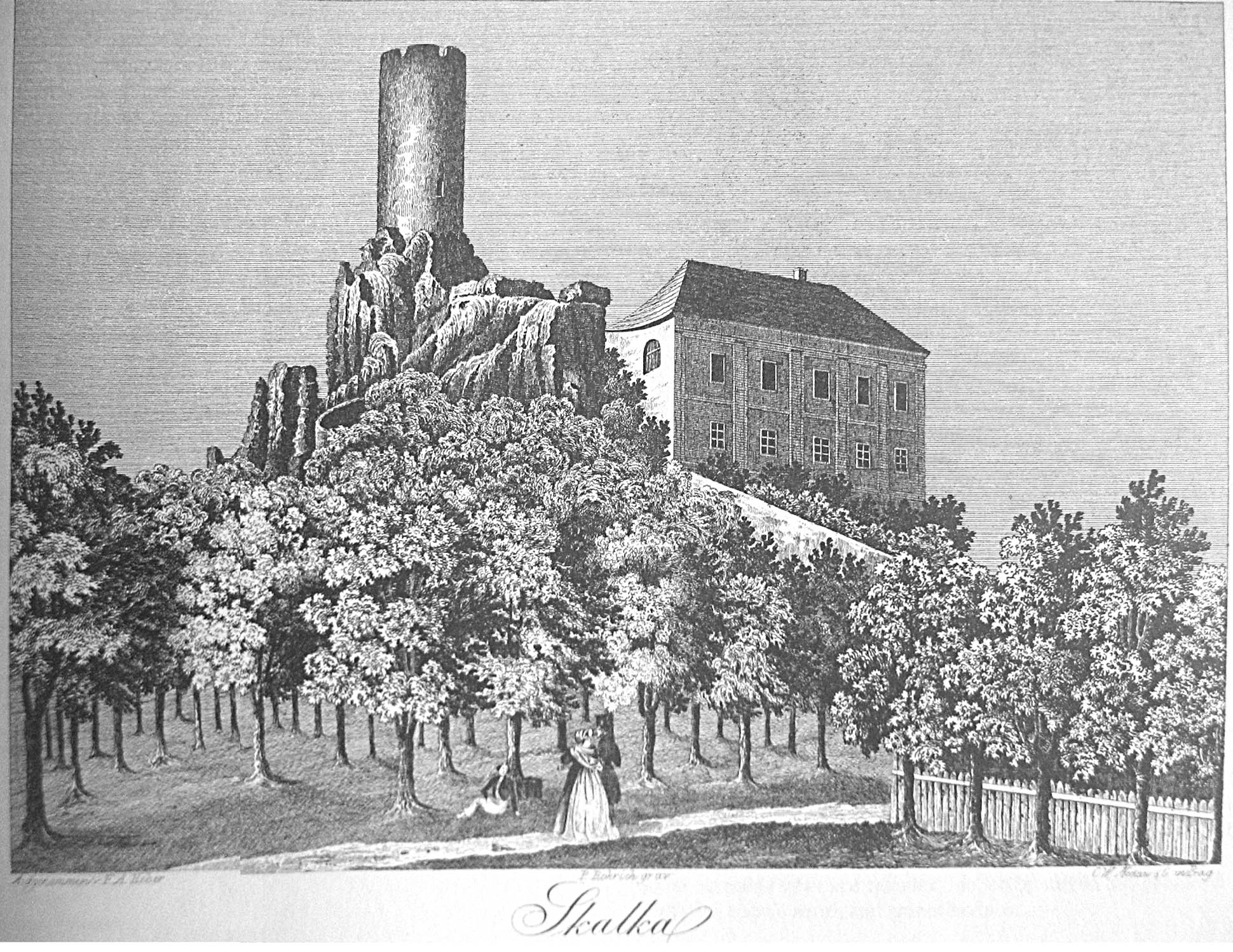
Zámek a hrad Skalka

Jan Adam byl dvakrát ženatý, oba sňatky směřovaly do nejvýše postavených kruhů císařského dvora. V roce 1647 se oženil s Marií Maxmiliánou z Valdštejna, dcerou císařského nejvyššího komořího Maxmiliána z Valdštejna. Svatba se konala ve Vídni, později ale manželé žili v Čechách, kde byl Jan Adam vázán k trvalému pobytu výkonem úřadů v zemské správě. Marie Maxmiliána zemřela po porodu čtyř dětí, dvou synů a dvou dcer, někdy po roce 1652. 
Jan Adam se podruhé oženil v roce 1660 s Marií Isabelou z Lambergu (1637–1689), dcerou dalšího císařského nejvyššího komořího Jana Maxmiliána z Lambergu. Také tato svatba se konala ve Vídni za osobní účasti císaře Leopolda I. Jan Maxmilián z Lambergu proslul cílenou sňatkovou politikou svých potomků do nejvýznamnějších rodin habsburské monarchie, volba Jana Adama Hrzána proto byla překvapivá, ale jeho majetkové zázemí v severních Čechách a příbuzenské vazby na rodinu Valdštejnů byly příslibem dalšího vzestupu. Marie Isabela obdržela věnem 30 000 zlatých, z nichž část byla použita při stavbě zámku Červený hrádek. Z druhého manželství se narodilo dalších pět dětí. 
O dědictví se v roce 1681 podělili čtyři synové z prvního a druhého manželství. Ve vlastnictví Červeného hrádku se vystřídali synové Ferdinand Maxmilián a Arnošt Karel z prvního manželství, po několika transakcích mezi bratry se nakonec jediným majitelem Červeného hrádku stal Zikmund Valentin (1668–1726) z druhého manželství, který panství prodal Lichtenštejnům. Další syn Jan Leopold (1661–1711) z druhého manželství zdědil Skalku a v roce 1686 převzal dědictví Kaplířů ze Sulevic na panství Milešov, zároveň s tím se pro své potomky zavázal k užívání příjmení Hrzán-Kaplíř. Z prvního manželství Jana Adama pocházela dcera Johana Magdalena (1649–1685), která byla manželkou Hynka Jetřicha Vitanovského z Vlčkovic a po jeho smrti zdědila panství Letohrad ve východních Čechách. Tento majetek pak přinesla věnem svému druhému manželovi Norbertu Leopoldovi Libštejnskému z Kolovrat. Jako předurčená dědička velkého majetku byla Johana Magdalena vyloučena z otcovy závěti.